# Lassance
Lassance est une municipalité brésilienne de l'État du Minas Gerais et la microrégion de Pirapora.

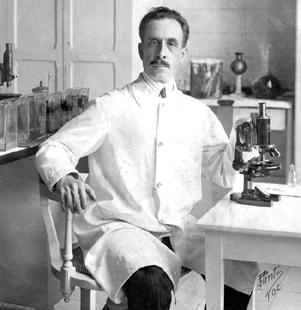
Carlos Chagas, dans son laboratoire de l'Instituto Oswaldo Cruz